# Stępuchowo
Stępuchowo [pronunciación en polaco: /stɛmpuˈxɔvɔ/] es un pueblo en el distrito administrativo de Gmina Damasławek, dentro del Distrito de Wągrowiec, Voivodato de Gran Polonia, en 9 kilómetros al sudoeste de Damasławek, 14 kilómetros al este de Wągrowiec, y 56 kilómetros al noreste de la capital regional, Poznań.
El pueblo tiene una población de 340 habitantes.